# Port lotniczy Wewak
Port lotniczy Wewak (IATA: WWK, ICAO: AYWK) – port lotniczy zlokalizowany w mieście Wewak, w Papui-Nowej Gwinei.

## Linie lotnicze i połączenia
- Air Niugini (Madang, Port Moresby, Vanimo)